# Milichia piscivora
Milichia piscivora är en tvåvingeart som beskrevs av Malloch 1926. Milichia piscivora ingår i släktet Milichia och familjen sprickflugor. Inga underarter finns listade i Catalogue of Life.